# Lobelia villaregalis
Lobelia villaregalis är en klockväxtart som beskrevs av Tina J. Ayers. Lobelia villaregalis ingår i släktet lobelior, och familjen klockväxter. Inga underarter finns listade i Catalogue of Life.